# Ditte Menneskebarn (film)
Ditte Menneskebarn er filmatiseringen af første del af Martin Andersen Nexøs roman af samme navn. Filmen, der er fra 1946, har manuskript af Bjarne Henning-Jensen, der også var instruktør. I hovedrollen ses Tove Maës som den unge Ditte.

## Handling
Pigen Ditte (Tove Maës) fødes af Sørine (Karen Lykkehus) uden for ægteskab, og Sørines forældre Maren (Karen Poulsen) og Søren (Rasmus Ottesen) tager sig af opfostringen af Ditte. Da Søren dør, er Ditte sin mormors lyspunkt. Efterhånden som Ditte vokser op, bliver hun klar over, at hun ikke er god nok, for hun har ikke nogen far. Derfor glæder det hende, da hendes mor skal giftes med Lars Peter (Edvin Tiemroth), der er pranger.
De tre flytter nu ind i "Skadereden", hvor Ditte, hvis mor hader hende, kommer til at fungere som reservemor for de tre mindre søskende, der er kommet til. Familien er ludfattige, og Sørine dræber i desperation sin mor for en smule penge og kommer i fængsel. Stedfaren Lars Peter har behandlet Ditte godt, og de er gode venner, mens Ditte for alvor har overtaget positionen som hjemmets mor. Den fredelige periode forstyrres, da Lars Peters bror Johannes (Ebbe Rode) kommer til. Han er en småsvindler, der kun bringer skuffelse, og det ender med, at Lars Peter og familien må flytte til et lille fiskerleje, hvor han får part i en båd.
Ditte på nu ud at tjene og kommer til Bakkegården, hvor sønnen på gården Karl (Preben Neergaard), hvis mor Karen (Maria Garland) ikke har meget til over for ham, bliver glad for Ditte. Deres forhold resulterer i, at Ditte bliver gravid, og da Karen opdager dette, smider hun Ditte ud. Ditte er ulykkelig og opsøger Lars Peter, som er den eneste, der rigtig har forstået hende og holdt af hende. Imidlertid er hendes mor Sørine blevet løsladt, og Ditte må nu kæmpe med sin modvilje mod sin mor og samtidig hjælpe til, alt imens det går frem mod en fødsel af et barn, der som Ditte selv fødes uden for ægteskab.

## Medvirkende[1]
- Tove Maës – Ditte
- Karen Poulsen – Maren, Dittes bedstemor
- Rasmus Ottesen – Søren, Dittes bedstefar
- Karen Lykkehus – Sørine, Dittes mor
- Edvin Tiemroth – Lars Peter Hansen, Sørines mand
- Ebbe Rode – Johannes, Lars Peters bror
- Kai Holm – kromand
- Maria Garland – Karen, husmor på Bakkegården
- Preben Neergaard – Karl, søn på Bakkegården
- Henny Lindorff – Sine, hushjælp
- Ebbe Langberg – Christian, Dittes lillebror
- Lars Henning-Jensen – Poul, Dittes lillebror
- Hanne Juhl - Else, Dittes lillesøster
- Karl Jørgensen – Fisker-Anders
- Per Buckhøj – fuldmægtigen
- Valsø Holm – daglejer Johansen
- Helga Frier - ledsager til Johansen
- Hans Henrik Krause – prinsen
- Anna Henriques-Nielsen – nabokone til Dittes bedsteforældre
- Jette Kehlet - Ditte som lille

## Baggrund og optagelse
Optagelsen af en række af filmens scener fandt sted på forskellige lokationer i Nordsjælland. "Skadereden" fandt instruktør Bjarne Henning-Jensen og hans hustru og instruktørassistent Astrid Henning-Jensen i Asserbo, ikke så langt fra Arresø. Forfatteren til romanen, Martin Andersen Nexø, var engageret i filmoptagelserne og var meget tilfreds med valget af det lille faldefærdige hus, der fandtes på det tidspunkt. Ikke så langt derfra lå den gård, der blev brugt til optagelser af Bakkegården, hvor Ditte kom i tjeneste og blev gravid. I romanen lå gården ved vandet, så der måtte lidt nogle filmklip til for at illudere denne placering. Den faldefærdige hytte, hvor Ditte blev født og boede med sine bedsteforældre, lå i Kikhavn. Endelig blev en række billeder i naturen optaget på Halsnæs, ligesom flere af de små havne i området blev brugt.
En stor del af filmen blev optaget i sommeren 1946, hvor en hedebølge ramte landet. Optagelserne vakte stor interesse, ikke mindst blandt feriegæsterne i området, og ved nogle af optagelserne placerede nysgerrige sig så tæt på, at de af hensyn til lydoptagelserne måtte overtales til at gå længere væk.

## Modtagelse
Ditte Menneskebarn blev en stor succes, der også vakte genlyd ud over landets grænser, hvor dens socialrealistiske tone blandt andet blev sammenlignet med neorealismen fra Italien. Filmen gav Tove Maës et stort gennembrud, både på grund af hendes markante spil og på grund af den relativt uskyldige nøgenscene med hende.
Filmen er optaget i Kulturkanonen fra 2006 som en af de 11 film.